# Ткачев Виталий Викторович (музеолог)
Виталий Викторович Ткачев (род. 1 августа 1996, Усолье-Сибирское) — российский историк, музеолог, искусствовед. Участник международных, всероссийских конференций в разных городах России. Является победителем и участником научных конкурсов и грантов в области истории. Выступает с лекциями по истории искусства в Сибири, жизни и деятельности художников, музейному делу. Пишет книги и статьи по истории художественной интеллигенции, музейному делу России и Сибири.

## Биография
Родился 1 августа 1996 года в г. Усолье-Сибирское Иркутской области.
Учился в МБОУ СОШ № 3 г. Усолье-Сибирское.
Занимался танцами в творческих коллективах Дворца культуры «Химик» г. Усолье-Сибирское.
В период обучения в школе проявил интерес к истории России, увлекался чтением книг по истории создания музеев, жизни коллекционеров и ценителей искусства. В школьные годы посещал музеи, интересовался мероприятиями из сферы культуры. После первого знакомства с историческими событиями и музеями решил связать свою жизнь с историей и исследованиями.
После школы поступил на исторический факультет Иркутского государственного университета. В период обучения в университете стал принимать участие в конференциях и конкурсах. Писал статьи по истории Сибири и истории искусства. В 2018 году получил степень бакалавра по направлению «Музеология и охрана объектов культурного и природного наследия». В 2020 году получил степень магистра по направлению «Отечественная история».
В 2020 году поступил в аспирантуру исторического факультета Иркутского государственного университета по направлению «Исторические науки и археология», «Отечественная история». В 2023 году завершил обучение в аспирантуре.
В период обучения в университете писал статьи и выступал с докладами на научных конференциях. В докладах и статьях поднимались темы: жизнь и творчество русских художников: В. И. Сурикова, И. Е. Репина и сибирских художников: В. С. Рогаля, Б. И. Лебединского, Н. И. Верхотурова и многих других. Также поднимались темы по истории развития музеев и музейного дела в Сибири и России.
4 марта 2022 года в Иркутске создал Научно-исследовательский центр «Иркутская историческая школа интеллигентоведения».
В 2023 г. о работе историка в области изучения истории художественной интеллигенции Сибири писали историки В. Л. Черноперов и С. М. Усманов из г. Иваново, в научной статье «Российское интеллигентоведение: специфика, основные научные школы, перспективы» журнала «СИБСКРИПТ».
Является главным и научным редактором ежегодника «Интеллигенция и интеллигентоведение Байкальской Сибири» — журнала по истории интеллигенции в России и Сибири, в материалах которого рассматриваются вопросы развития интеллигентоведения как особого направления в отечественной исторической науке. Первый выпуск ежегодника был опубликован в 2023 году.
Занимается исследованиями в области истории Сибири, Иркутской области, истории интеллигенции Байкальской Сибири и России.
Проводит изучение музеев, музейного дела, участвует в выставочных и просветительских проектах. Заметки служат основой для написания статей и являются материалами для докладов на мероприятиях.
Принял участие в научных конференциях международного, всероссийского, регионального уровней в Москве, Санкт-Петербурге, Иркутске, Иванове, Улан-Удэ, Самаре, Красноярске, Курске, Новосибирске, Нижневартовске и многих других городах.
Изучает деятельность современных музеев России. Выступает на разных площадках с докладами, лекциями. Записи транслируются в интернете.
В 2025 г. выпускает книгу «Музей — путь в искусство». В книге представляется то, как первые музеи приобщали жителей к искусству в России. Издание направлено на то, чтобы рассказать современным читателям о значимости музеев для понимания изобразительного искусства, его основных этапов развития и творчества великих мастеров.
Выступления с научными докладами:
В 2021 г. в г. Иркутске выступил с научным докладом о том, как формировался образ Александра Невского в отечественной исторической живописи, посвящённый 800-летию со дня рождения великого полководца, русского князя, святого Русской православной церкви.
В 2024 г. в г. Иркутске выступил с научными докладами о жизни и творчестве А. С. Пушкина в отечественной исторической живописи, посвящённых 225-летию со дня рождения русского поэта, гения русской культуры.
21 декабря 2024 г. в г. Иркутске принял участие в круглом столе среди историков и педагогов Иркутской области, посвященном 145-летию со дня рождения руководителя Советского государства И. В. Сталина. Выступил с докладом «И. В. Сталин о силе советского искусства» на круглом столе о том, как развивалось советское искусство в годы И. В. Сталина.
19 апреля 2025 г. в г. Иркутске выступил с научным докладом, где были продемонстрированы известные живописные работы советских художников, иллюстрирующие события Великой Отечественной войны (1941—1945). Доклад был представлен по теме: «Образ советского воина в годы Великой Отечественной войны в изобразительном искусстве».

## Научные интересы
В рамках изучения исторических документов Ткачев Виталий Викторович обращается к разным историческим темам: История Сибири, История искусства, История развития музейного дела, художественная жизнь Байкальской Сибири, история интеллигенции России и Сибири, История искусства Древнего Египта.

## Научные труды
Ткачев Виталий Викторович является автором более 200 научных трудов (научных статей, докладов, является составителем сборников) по истории Сибири, художественной жизни, искусству, музейному делу. Были опубликованы статьи в сборниках конференций и журналов, где были размещены документы по истории деятельности творческих организаций, жизни и деятельности художников.
Пишет совместные статьи с российским египтологом Юрием Алексеевичем Туктаровым. Статьи поднимают важные вопросы по истории искусства Древнего Египта, выставочной деятельности музеев в области сохранения искусства Древнего Египта, памятников древности, наследия египетской цивилизации.

## Избранные труды
Виталий Викторович Ткачев изучает исторические документы и является автором статей и книг:
- Ткачев В. В. Музей - путь в искусство / В. В. Ткачев. Иркутск : Научно-исследовательский центр «Иркутская историческая школа интеллигентоведения», 2025.
- Ткачев В. В. Роль художественной интеллигенции в социокультурной жизни Байкальской Сибири начала ХХ в. (по материалам периодической печати) / В. В. Ткачев // Интеллигенция и мир. 2021. № 2. С. 88–100.
- Ткачев В. В. Интерес М. Д. Бутина к развитию социокультурных связей в среде художественной интеллигенции Байкальской Сибири второй половины XIX — начала ХХ в. / В. В. Ткачев // Интеллигенция и мир. 2022. № 3. С. 73–92.
- Ткачев В. В. Культурно-просветительская деятельность И. Н. Жукова в Забайкальской Сибири (вторая половина XIX – начало ХХ в.) / В. В. Ткачев // Интеллигенция и мир. 2023. № 3. С. 92–115.
- Ткачев В. В. Из истории просветительской деятельности представителей художественной и других групп интеллигенции Байкальской Сибири во второй половине XIX – начале ХХ в. / В. В. Ткачев // Интеллигенция и мир. 2024. № 3. С. 9–29.
- Туктаров Ю. А., Ткачев В. В. Календарь скифов // Российская цивилизация: история, проблемы, перспективы. Материалы XXX молодёжной научно-практической конференции. Иркутск, 2024. С. 104–108.
- Ткачев В. В., Туктаров Ю. А. История искусства Древнего Египта через выставочные пространства музеев России: на примере просветительской и научной работы Государственного музея изобразительных искусств им. А. С. Пушкина // Российская цивилизация: история, проблемы, перспективы. Материалы XXXII молодёжной научно-практической конференции c международным участием (Иркутск, 14 декабря 2024 года). Иркутск, 2025. С. 193–198.
- Ткачев В. В. Современные выставки о художественном наследии интеллигенции России разного времени / В. В. Ткачев // Интеллигенция и интеллигентоведение Байкальской Сибири. 2025. Т. 3. № 1 (5). С. 67-70.
- Туктаров Ю. А., Ткачев В. В. Тутанхамон и турнир на колесницах // Интеллигенция и интеллигентоведение Байкальской Сибири. 2025. Т. 3. № 1 (5). С. 82-86.
- Ткачев В. В., Туктаров Ю. А. Египетская цивилизация как основа для развития интеллектуальной силы в обществе современной интеллигенции // Интеллигенция и интеллигентоведение Байкальской Сибири. 2025. Т. 3. № 1 (5). С. 87-90.